# Schömberg (Weida)
Schömberg is een ortsteil van de Duitse stad Weida in Thüringen. Tot 31 december 2013 was Schömberg een zelfstandige gemeente in de Landkreis Greiz.

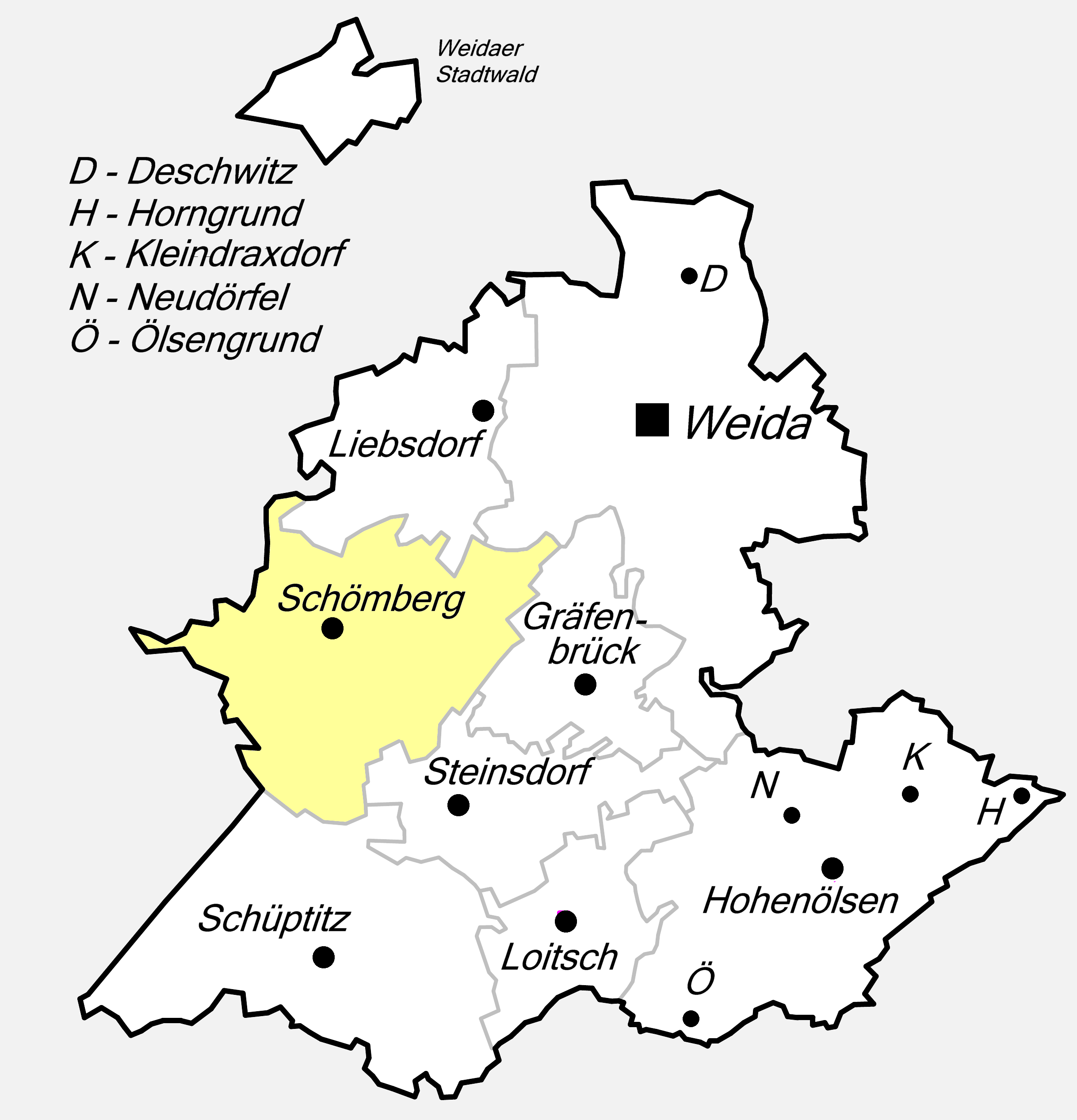
Schömberg in Weida